# Manfred Aichinger
Manfred Aichinger (* 24. September 1960 in Wien) ist österreichischer Choreograf und Tanzpädagoge. Er lebt und arbeitet in Wien.

## Werdegang
Aichinger studierte Pädagogik für modernen Tanz am damaligen Konservatorium der Stadt Wien sowie Philosophie, Theaterwissenschaft und Germanistik an der Universität Wien. Er gründete 1981 das Tanztheater Homunculus, das er dreißig Jahre gemeinsam mit dem Wiener Choreografen Nikolaus Selimov geleitet hat. Aichinger arbeitet neben seiner choreografischen Tätigkeit beim Tanztheater Homunculus auch für namhafte Ballett- und Tanzkompanien. Aichinger war 2008 Kurator des Festivals Österreich tanzt am Festspielhaus St. Pölten gemeinsam mit Nikolaus Selimov. Von 1987 bis 2004 war er künstlerischer Leiter von Das Studio. Zentrum für Modernen Ausdruckstanz. Seit 1990 hat er einen Lehrauftrag für Musikinterpretation, Improvisation, Choreografie und Methodik/Didaktik an der Konservatorium Wien Privatuniversität. Von 2004 bis 2009 unterrichtete er an der Ballettschule der Wiener Staatsoper.

## Choreografien

### Choreografien für Homunculus
- 1983 Pas de deux
- 1984 K.M.
- 1985 Galerie der Irrtümer – Der Kongreß tanzt (short work)
- 1987 Die letzte Nacht in Cannes – Fünf Jahreszeiten; Wiener Totentanz
- 1988 Glückliche Tage
- 1989 Elektra
- 1990 Die Tür – Für Rosalia Chladek: … und doch tragen sie den Winter in den Köpfen
- 1991 In der stille
- 1992 …durch die Nacht
- 1994 L´ange blessé: Im Treibhaus”
- 1996 How to Kick Silence
- 1997 Sommerfrische und andere Ausflüchte1 Future has just begun
- 1998 nature morte: rimbaud-verlaine1
- 1999 Odysseia1
- 2000 GATE 7
- 2001 Visionen (Koproduktion mit dem Klavierduo Kutrowatz)
- 2002 Do you hear the touch of time?
- 2003 Alles gelogen
- 2004 Auf dem Weg ins gelobte Land – Kindheit und Jugend in der Diktatur
- 2005 12 Minuten Verstörung
- 2006 Fragile – Variation über ein Thema von Hanna Berger
- 2007 Auf den Dächern von St. Petersburg
- 2010 DIE opheliaMASCHINE

1 = Choreografien gemeinsam mit Günther Mörtl

### Choreografien gemeinsam mit Nikolaus Selimov
- 1992: Schlachthof für Engel
- 1994: Jacqueline du Pré – Eine Turnstunde
- 1998: Eis-Berg
- 1998: [dialog://virtuell]
- 2004: Auf dem Weg ins gelobte Land – Kindheit und Jugend in der Diktatur
- 2006: Wiener Küche
- 2008: Mindmapping 1020 – Folien der Erinnerung

### Gastchoreografien
- 1989 Epilog – Ballett des Landestheaters Salzburg
- 1989 Die Hände der Töpferin – Ballett der Wiener Staatsoper
- 1991 Pas de famille – Ballett der Grazer Oper
- 1997 Die Zeit, die ist… – Ballett der Wiener Staatsoper
- 1998 Intervalle – Ballett der Wiener Staatsoper
- 2000 Winter was hard und Sommerfrische und andere Ausflüchte – Ballett des Landestheaters Tirol
- 2001 Historia von D. Johann Fausten – Neue Oper Wien
- 2009 Ich bin Ophelia! – Ballettabteilung der Konservatorium Wien Privatuniversität
- 2012 Geometrische Anordnung – Tanzabteilung an der Konservatorium Wien Privatuniversität

## Auszeichnungen
- 1985 Christl-Zimmer-Preis – Für die Choreografie Der Kongreß tanzt
- 1989 Kunststück des Monats des ORF – Für die Choreografie Elektra
- 1990 Adolf-Scherf-Preis für Wissenschaft und Kunst
- 2003 gemeinsam mit Nikolaus Selimov: Spezialpreis 2003 der Jury des Österreichischen Tanzproduktionspreises

| Personendaten    | Personendaten                                |
| ---------------- | -------------------------------------------- |
| NAME             | Aichinger, Manfred                           |
| KURZBESCHREIBUNG | österreichischer Choreograf und Tanzpädagoge |
| GEBURTSDATUM     | 24. September 1960                           |
| GEBURTSORT       | Wien                                         |